# LOVE SONGS 〜BALLAD SELECTION〜
LOVE SONGS 〜BALLAD SELECTION〜（ラブ・ソングス・バラード・セレクション）は、日本の歌手清木場俊介の通算6枚目となるオリジナル・アルバム。2011年12月7日発売。

## 概要
シングルリリースから僅か2週間後の発売。「CD+DVD」「CDのみ」の2形態。
バラードナンバーを中心とした選曲で、シン・ヘソンとのコラボ曲やライブハウスツアー限定シングル、初CD化となる楽曲を含めた全11曲を収録。また、本作は「自身初のバラードセレクションアルバム」「バラードベスト」と銘打たれているが、オリジナル・アルバムとしてカウントされている。
先着予約購入特典として特製ポスター(B2サイズ)が付く。
本作は、2011年12月19日付のオリコン週間アルバムランキングで12位を記録した。

## 収録曲

### CD
1. I Believe（4:23） / シン・ヘソン×清木場俊介)
（作詞：清木場俊介 / 作曲・編曲：DAIKI / ストリングス編曲：Kwon Suk Hong）
シン・ヘソンとのコラボ曲。
2. 二人で居よう（5:28） / 清木場俊介×シン・ヘソン
（作詞・作曲：清木場俊介 / 編曲：染谷俊 / ストリングス編曲：鎌田真吾）
16thシングル「again」（初回限定盤）には、清木場のみで唄われたものが収録された。
3. 桜色舞うころ（5:10）
（作詞・作曲：川江美奈子 / 編曲：曽我淳一 / ストリングス編曲：鎌田真吾・曽我淳一）
14thシングルの1曲目。中島美嘉の楽曲のカバー。
4. 変わらないコト（6:00）
（作詞：清木場俊介 / 作曲：川根来音 / 編曲：弥吉淳二 / ストリングス編曲：岡村美央）
ライブハウスツアー限定シングル。一般発売されているCD作品としては本作で初収録となった。
5. Summerfield Suites（4:34）
（作詞：清木場俊介 / 作曲：川根来音 / 編曲：弥吉淳二）
本作唯一の新曲。
6. 有り余る愛（6:11）
（作詞：清木場俊介・川根来音 / 作曲：川根来音 / 編曲：高橋圭一）
3rdアルバム『Rockin' the Door』収録曲。
7. 9:36 〜キミと居た夏〜（5:01）
（作詞：清木場俊介 / 作曲：清木場俊介・川根来音 / 編曲：高橋圭一）
4thアルバム『FLYING JET』収録曲。
8. 永遠（4:53）
（作詞：清木場俊介 / 作曲：川根来音 / 編曲：弥吉淳二）
5thアルバム『ROCK&SOUL』収録曲。
9. ここに居る事を…（4:03）
（作詞：清木場俊介 / 作曲：川根来音 / 編曲：弥吉淳二 / ストリングス編曲：岡村美央）
4thアルバム『FLYING JET』収録曲。
10. キミが居なければ（4:09）
（作詞：清木場俊介 / 作曲：清木場俊介・川根来音 / 編曲：弥吉淳二 / ストリングス編曲：鎌田真吾）
13thシングルのカップリング曲。
11. おやすみの前に（4:29）
（作詞：清木場俊介 / 作曲：川根来音 / 編曲：高橋圭一 / ストリングス編曲：弦一徹）
3rdアルバム『Rockin' the Door』のDVD収録曲。今回が初CD音源化となった。

### DVD
2作品とも監督は中野裕之。
1. 桜色舞うころ -MUSIC VIDEO-
入山法子と大和田健介が出演。
2. 変わらないコト -MUSIC VIDEO-
比留川游と北條安聖が出演。

## 参加ミュージシャン
| I Believe - 清木場俊介：Vocal, Chorus - シン・ヘソン：Vocal, Chorus - 長澤孝志：Guitar - 伊東大知：Electric Bass - JAM Strings：Strings 二人で居よう - 清木場俊介：Vocal, Chorus - シン・ヘソン：Vocal - 野崎真助：Drums - スティング宮本：Electric Bass - 弥吉淳二：Acoustic Guitar, Electric Guitar - 染谷俊：Organ, Piano - 林こずえストリングス：Strings 桜色舞うころ - 清木場俊介：Vocal - 野崎真助：Drums - 住吉中：Electric Bass - 弥吉淳二：Acoustic Guitar - 林こずえストリングス：Strings - 曽我淳一：Piano, Programming 変わらないコト - 清木場俊介：Vocal, Chorus - 野崎真助：Drums - 野崎森男：Electric Bass - 弥吉淳二：Acoustic Guitar, Electric Guitar - 木村健：Electric Guitar（Solo） - 染谷俊：Piano, Organ - 岡村美央ストリングス：Strings - 大和田保紀：Programming Summerfield Suites - 清木場俊介：Vocal, Chorus - 野崎真助：Drums - 野崎森男：Electric Bass - 弥吉淳二：Acoustic Guitar, Electric Guitar, Tambourine - 染谷俊：Piano, Organ - 川根来音：Blues Harp - 大和田保紀：Programming 有り余る愛 - 清木場俊介：Vocal - 松本淳：Drums - 住吉中：Electric Bass - 染谷俊：Electric Piano, Organ - 高橋圭一：Electric & Acoustic Guitar, Programming - 木村建：Electric Guitar | 9:36 〜キミと居た夏〜 - 清木場俊介：Vocal, Chorus - 野崎真助：Drums - 美久月千晴：Electric Bass - 高橋圭一：Acoustic Guitar, 12strings Electric Guitar, Programming - 染谷俊：Piano, Organ 永遠 - 清木場俊介：Vocal, Chorus - 村石雅行：Drums - 小池ヒロミチ：Electric Bass - 弥吉淳二：Electric Guitar, Acoustic Guitar - 染谷俊：Piano - 大和田保紀：Programming - 山本一：Flute ここに居る事を… - 清木場俊介：Vocal - 弥吉淳二：Acoustic Guitar - 朝倉真司：Percussion - 岡村美央ストリングス：Strings キミが居なければ - 清木場俊介：Vocal, Chorus - 朝倉真司：Drums - 小池ヒロミチ：Electric Bass - 弥吉淳二：Acoustic Guitar, Tambourine - 染谷俊：Piano - 大和田保紀：Programming - 林こずえストリングス：Strings おやすみの前に - 清木場俊介：Vocal - 染谷俊：Piano - 弦一徹ストリングス：Strings |